# Джеладин Мурати
Джеладин Мурати (на македонска литературна норма: Џеладин Мурати, на албански: Xhelladin Murati) е политик от Северна Македония от албански произход.

## Биография
Роден е на 15 февруари 1942 г. в тетовското село Джепчище, тогава анексирано от италианския протекторат Албания. Първоначално завършва учителска школа в Скопие, а през 1969 г. и педагогика във Философския факултет на Скопския университет. През 1978 г. завършва магистратура във Философския факултет на Белградския университет. През 1984 г. защитава докторска степен по педагогически науки в Прищинския университет. След това работи като учител и директор на Института за развитие на предучилищното и основно възпитание и образование в Тетово. Работи и като професор в Педагогическата академия в Скопие. През 1999 г. става редовен професор към Педагогическия факултет на Скопския университет и преподава обща педагогика и методолия на педагогическите изследвания. Бил е депутат в Събранието на Република Македония, както и негов подпредседател и член на Съвета за сигурност.